# Neottiura margarita
Neottiura margarita är en spindelart som först beskrevs av Yoshida 1985.  Neottiura margarita ingår i släktet Neottiura och familjen klotspindlar. Inga underarter finns listade i Catalogue of Life.